# Llanrhos
Llanrhos (aussi appelé Eglwys Rhos) est un village du comté de Conwy au nord du Pays de Galles.
L'église est très ancienne, et a été reconstruite au XIIIe siècle par des moines cisterciens.
Llanrhos est le village natal de Harold Lowe, un des officiers du Titanic.